# Mukkula
Mukkula est un quartier de la ville de Lahti en Finlande,.

## Présentation
Lahti a connu une période de forte croissance dans les années 1960, ce qui a créé des pressions pour la construction de nouvelles banlieues. La construction a commencé sur la côte Est de la baie de Lahti à Mukkula au milieu des années 1960.
Le quartier est en grande partie achevé au milieu des années 1980. 
En raison de ses grands espaces, Mukkula était déjà qualifiée de «ville jardin» pendant sa phase de construction.
Le quartier est délimité au sud par la zone industrielle de Niemi, à l'ouest par le lac Vesijärvi, au nord par la zone résidentielle de Kilpiäinen et à l'est par la rue Vääksyntie, c'est-à-dire la valtatie 24.
Parmi les services de Mukkula, l’école primaire, la bibliothèque, un centre commercial, l'église de Mukkula, un jardin d'enfants, une résidence d'étudiants de l'Université des sciences appliquées de Lahti.

## Galerie

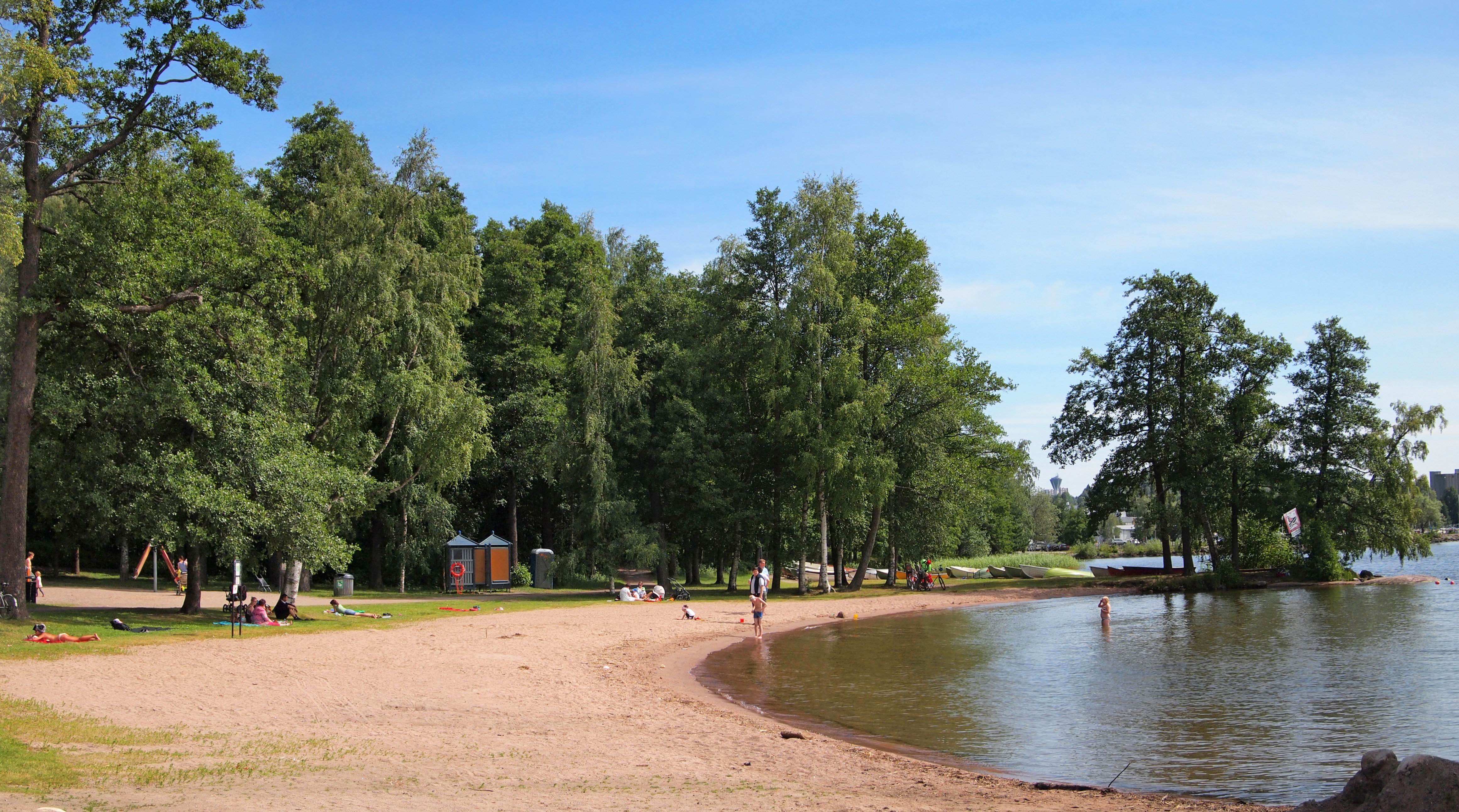
Plage de Mukkula.
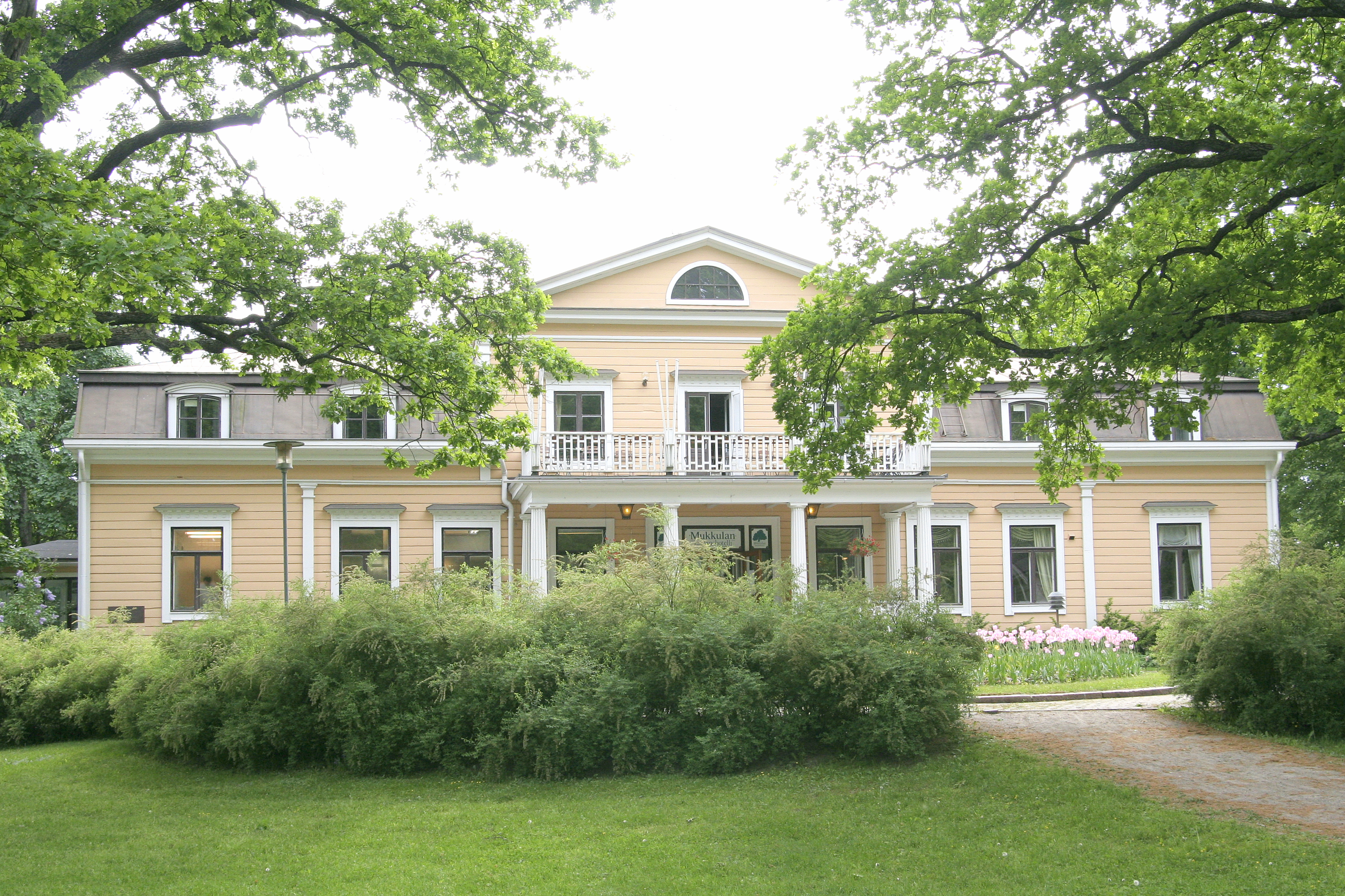
Manoir de Mukkula.
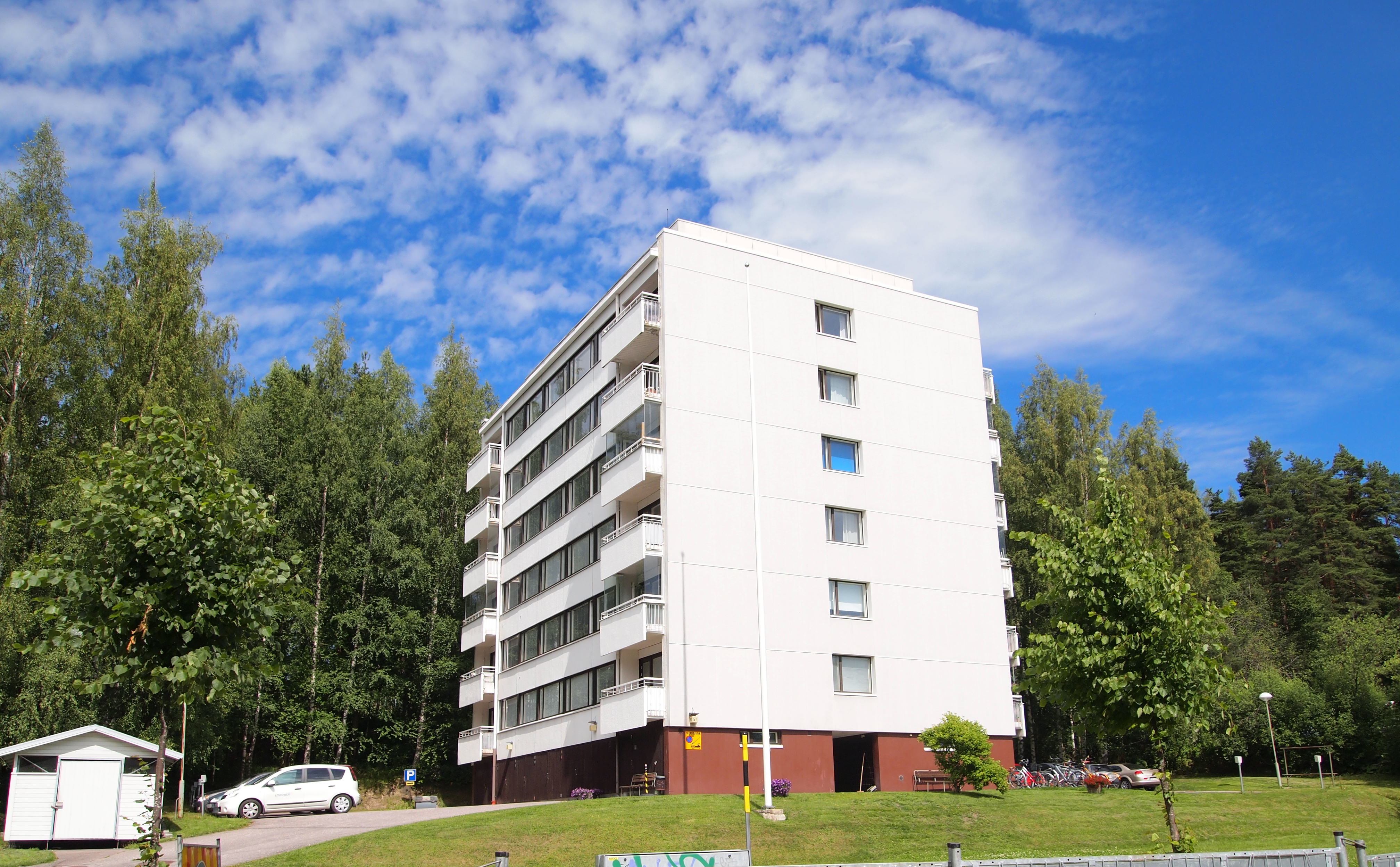
Vanhatie 51.